# Tierras de sangre (libro)
“Tierras de sangre: Europa entre Hitler y Stalin” es un libro escrito por el historiador de la Universidad de Yale Timothy Snyder, publicado por primera vez por Basic Books el 28 de octubre de 2010. El libro examina el contexto político, cultural e ideológico vinculado a un área específica de la tierra, en la que los regímenes de la Unión Soviética de Stalin y la Alemania nazi de Hitler cometieron asesinatos en masa estimados en 14 millones de personas no combatientes, entre los años 1933 y 1945, la mayoría fuera de los campos de exterminio del Holocausto. La tesis de Snyder es que las "Tierras de sangre", la región que comprende lo que hoy en día es Polonia, Ucrania, Bielorrusia, Rusia y los países bálticos, son la zona donde los regímenes de Stalin y Hitler, a pesar de sus objetivos en conflicto, interactuaron para aumentar el sufrimiento humano y el derramamiento de sangre muy por encima de cualquier cosa vista antes en la historia de Occidente. Snyder observa similitudes entre los dos regímenes totalitarios, a la vez que toma nota de las interacciones que permitieron que se incrementaran la destrucción y el sufrimiento ejercidos contra los no combatientes. Haciendo uso de muchas fuentes nuevas, primarias y secundarias, de la Europa del Este, Snyder aporta información sobre muchas partes olvidadas, incomprendidas o incorrectamente recordadas de la historia, sobre todo tomando en consideración que la mayoría de las víctimas murieron fuera de los campos de concentración de los regímenes respectivos. En contra de un punto de vista frecuente, Snyder estima que los nazis fueron responsables de aproximadamente el doble de asesinatos de no combatientes que el régimen de Stalin.
El libro consiguió muchas críticas positivas y fue calificado como "historia revisionista de la mejor clase". Fue galardonado con numerosos premios, incluyendo el Premio Hannah Arendt de Pensamiento Político de 2013.

## Sinopsis
Las regiones de Europa del Este, a las que se refiere Snyder con su expresión "Tierras de sangre", conforman el área en la que las ideas de supremacía racial y de “espacio vital” (Lebensraum) de Hitler, dieron como resultado la Solución Final y otras atrocidades nazis, y, a veces en conflicto y a veces en colaboración con la concepción estalinista de la ideología comunista, ocasionaron la muerte por inanición provocada deliberadamente, por encarcelamiento o por asesinato directo, de multitud de hombres, mujeres y niños en el GULAG y en otros lugares. Los esfuerzos combinados de los dos regímenes produjeron la muerte de un número de no combatientes estimado en 14 millones de personas en las "Tierras de sangre" de Europa del Este. Snyder documenta que la Alemania nazi fue responsable por cerca de dos terceras partes del número total de muertes. 5,4 millones murieron en un contexto bien conocido: el Holocausto, pero muchos más murieron en circunstancias menos conocidas.
El libro se enfrenta a una visión simplista de la primera mitad del siglo XX y la Segunda Guerra Mundial, que se ha reflejado en la expresión " nazis malos, soviéticos buenos." Además Snyder echa por tierra la forma en que se estudian los regímenes aisladamente, como si las influencias exteriores estuvieran ausentes. Por ejemplo, Snyder observa que el apoyo soviético al "Levantamiento de Varsovia" de 1944, contra la ocupación nazi, se acompañó de una falta de voluntad de prestar ayudar a la rebelión; los soviéticos deseaban que los nazis “limpiaran” la ciudad antes de que la ocuparan sus ejércitos. Snyder señala esto como ejemplo de la interacción que dio lugar lugar a muchas más muertes de las que podrían haber ocurrido en el caso de que cada régimen hubiera actuado de forma independiente.
Snyder reexamina numerosos momentos de los años de la guerra y la posguerra: el Pacto nazi-soviético de 1939; el rescate de judíos por los polacos durante el Holocausto; la persecución soviética contra la resistencia polaca y el caso del destino de los propios prisioneros de guerra soviéticos después de la guerra. Snyder examina ideas falsas; por ejemplo documenta que muchos judíos fueron asesinados por fusilamientos masivos en los pueblos o en el campo y no en los campos de la muerte. Como comenta Anne Applebaum, "la gran mayoría de las víctimas de Hitler, judíos y de otro tipo, nunca vieron un campo de concentración."  Del mismo modo, todas las víctimas soviéticas reseñadas fueron asesinadas fuera del sistema de campos de concentración del GULAG; se estima que dentro de los campos murió un millón de personas. Murieron más prisioneros de guerra soviéticos cada día, en los campos nazis, durante el otoño de 1941, que el número total de prisioneros de guerra aliados occidentales en toda la guerra. Más de 3.000.000 de prisioneros de guerra soviéticos murieron en los campos nazis. El destino de los prisioneros de guerra alemanes en la Unión Soviética fue sólo un poco mejor; más de medio millón de alemanes murieron en condiciones terribles en los campos soviéticos.
Snyder se centra en tres períodos, resumidos por Richard Rhodes como:
"Inanición deliberada de masas y fusilamientos en la Unión Soviética, en el período comprendido entre 1933 a 1938; fusilamientos masivos en la Polonia ocupada, más o menos en igual medida por parte de los soviéticos y los alemanes, entre 1939 y 1941; inanición deliberada de 3,1 millones de prisioneros de guerra soviéticos y fusilamientos en masa y gaseamiento de más de 5 millones de judíos por los alemanes entre 1941 y 1945".
El capítulo dedicado a la hambruna de principios de 1930 en la Ucrania soviética (a menudo denominada Holodomor, término Snyder evita) entra en muchos detalles. Relata como en un orfanato de un pueblo de la región de Járkov, los niños estaban tan hambrientos que recurrieron al canibalismo. Un niño se comió partes de sí mismo mientras estaba siendo canibalizado. [4] [7] 3,3 millones de personas murieron durante la hambruna ucraniana de 1933. [3] Durante su Plan Hambre Hitler hizo morir por inanición a 4,2 millones de personas en la Unión Soviética (incluyendo 3,1 millones de prisioneros de guerra), siendo los muertos, en su mayoría, rusos, bielorrusos y ucranianos.
El libro señala las similitudes entre los dos regímenes:
Snyder explica también cómo los dos regímenes colaboraron a menudo el uno con el otro y se ayudaron, al menos hasta la invasión alemana de la Unión Soviética en 1941 (véanse, por ejemplo, las Conferencias Gestapo-NKVD). Colaboraron en la destrucción del pueblo polaco (véase Operación polaca del NKVD (1937-1938), Crímenes nazis contra los polacos étnicos, Crímenes nazis contra la nación polaca, Holocausto en Polonia y represiones soviéticas de ciudadanos polacos en 1939-1946) y del pueblo judío; entre los dos, la Alemania nazi y la Unión Soviética, dieron muerte a cerca de 200.000 ciudadanos polacos en el período de 1.939 a 1.941.
Snyder señaló que, después de aliarse con Stalin y contra Hitler, al término de la guerra los aliados occidentales no tenían ningún deseo de luchar contra el segundo régimen totalitario. Como los soldados estadounidenses y británicos nunca entraron en Europa del Este, la tragedia de esas tierras no llegó a ser bien conocida por la población estadounidense o británica (véase Traición occidental). 

### Número de víctimas
Timothy Snyder eleva la cifra total de muertos en las "Tierras de sangre" a 14 millones de víctimas, incluyendo las víctimas de Stalin y las de Hitler; la mayoría fueron no combatientes, entre ellos civiles de los diferentes países estudiados y civiles judíos conducidos a los campos de exterminio alemanes de Polonia; entre los combatientes se incluyen militares desarmados de los países ocupados y prisioneros de guerra. Snyder escribe que "no cuenta los soldados que murieron en los campos de batalla". Dice también que su investigación no aporta "un recuento completo de todas las muertes que los poderes soviético y alemán llevaron a la región". Snyder contabiliza a aquellas víctimas que murieron como resultado de las "políticas deliberadas de asesinato en masa" implementadas por los gobiernos, como ejecuciones, hambrunas deliberadas y campos de la muerte. Snyder dice que "generalmente excluye del recuento" las muertes ocasionadas por agotamiento, enfermedades o desnutrición en los campos de concentración, deportaciones, trabajos forzados, evacuaciones, personas que murieron de hambre como consecuencia de la escasez en tiempos de guerra y civiles muertos por bombardeos u otras acciones militares. La zona geográfica cubierta por las "Tierras de sangre" se limita a Polonia, Ucrania, Bielorrusia, los países bálticos y regiones rusas occidentales ocupadas por Alemania. En cuanto a las cifras, Snyder señaló que "una vez más mis cálculos se han hecho con criterios conservadores."

Timothy Snyder resume así los 14 millones de víctimas.
- 3,3 millones de víctimas de las hambrunas soviéticas (Snyder utiliza la expresión "hambrunas soviéticas") en las que las víctimas fueron "en su mayoría ucranianos"; no utiliza el término Holodomor. Según Snyder, Stalin quiso exterminar por hambre a los ucranianos y polacos étnicos que se opusieron a la colectivización en la Unión Soviética.

- 300.000 víctimas del terror nacional en la Unión Soviética en 1937 y 1938 (Snyder utiliza la expresión "terror nacional"), que fue dirigido "en su mayor parte contra polacos y ucranianos", asesinados a causa de su origen étnico (la cifra no incluye las 400.000 víctimas de la Gran Purga en áreas no comprendidas en las "Tierras de sangre"). Según Snyder, Stalin consideró a los polacos étnicos de la parte occidental de la URSS como potenciales agentes de la Segunda República de Polonia; los kuláks ucranianos que sobrevivieron a la hambruna de 1933 fueron también considerados como potencialmente hostiles al régimen soviético en un eventual futuro conflicto.

- 200.000 polacos fueron asesinados entre 1939 y 1941 en la Polonia ocupada, con cada uno de los dos regímenes responsable de alrededor de la mitad de esas muertes. Las muertes incluyen a civiles y prisioneros de guerra militares asesinados en la masacre de Katyn.[12] La mayoría de las víctimas pertenecían a la élite intelectual y política de Polonia. Según Snyder, tanto Stalin como Hitler trabajaron para eliminar el liderazgo de la nación polaca.

- 4,2 millones de víctimas del Plan Hambre alemán en la Unión Soviética, "en gran parte rusos, bielorrusos y ucranianos", incluyendo 3,1 millones de prisioneros de guerra soviéticos y un millón de civiles muertos durante el sitio de Leningrado. Snyder no incluye las muertes por hambre fuera de la Unión Soviética.[13] Según Snyder, Hitler había decidido exterminar en total hasta 45 millones de polacos, ucranianos, bielorrusos y checos mediante el hambre planificada como parte de Generalplan Ost.[14]

- 5,4 millones de víctimas judías del Holocausto (no incluye los 300.000 judíos asesinados fuera de las “tierras de sangre”).[10]

- 700.000 civiles "en su mayoría bielorrusos y polacos", fusilado por los alemanes en "represalias" durante la ocupación de Bielorrusia por la Alemania nazi y con ocasión de la sublevación de Varsovia de 1944.[15]

Una reseña del libro en el periódico Ottawa Citizen resume el número de víctimas:
Tierras de sangre "es la escalofriante e instructiva historia de cómo fueron asesinados 14 millones de hombres desarmados, mujeres y niños. La cifra de muertos incluye dos grupos ya conocidos de víctimas: 5,7 millones de judíos en el Holocausto y 3,3 millones de ucranianos durante el hambre programada por el dictador soviético Iósif Stalin en 1932 y 1.933. A ellos suma víctimas menos conocidas, entre las que se incluyen tres millones de prisioneros de guerra soviéticos, que fueron deliberadamente llevados a la muerte por hambre". 

## Recepción
El libro recibió críticas favorables en diversos medios de comunicación como BBC History[18] The Seattle Times,[19] y New York Observer[20] y ha sido descrito por Robert Gerwarth como "una investigación histórica impecable de los asesinatos en masa en la Europa Oriental, a mediados del siglo XX", en el Irish Times.
El profesor Neal Pease escribió: "muchos libros son útiles; unos pocos pueden considerarse importantes; Tierras de sangre consigue nada menos que cambiar la forma de pensar la historia del siglo XX y el costo en vidas humanas de las utopía totalitarias, que formaron parte de sus más inconfundibles características."

De Guy Walters escribió en el Financial Times que encontró el libro inquietante, y escribe que
"Algunos pueden encontrar el replanteamiento, por parte de Snyder, de la historia de la región de las Tierras de sangre demasiado arbitrario para sus gustos y pueden acusarlo de crear una delimitación geográfica cuestionable. Se esté o no de acuerdo con él, en cierto sentido es lo menos importante, porque Snyder presenta material sin duda novedoso; es más, se trata de fuentes en lenguas con las que muy pocos académicos occidentales están familiarizados. El éxito de Tierras de sangre radica realmente en su efectiva y fría presentación de una abundante erudición."

Anne Applebaum, escribiendo para la The New York Review of Books, dice
"La original contribución de Snyder consiste en tratar todos estos episodios —la hambruna de Ucrania, el Holocausto, las ejecuciones en masa de Stalin, el hambre planificada de los prisioneros de guerra soviéticos, las limpiezas étnicas de la posguerra— como diferentes facetas de un único fenómeno. En lugar de estudiar las atrocidades nazis o soviéticas por separado, como muchos otros han hecho, las contempla conjuntamente. Sin embargo Snyder no se propone simplemente parangonar los dos tipos de regímenes. Su intención, más bien, es mostrar que los dos sistemas cometieron el mismo tipo de crímenes, en el mismo tiempo y en los mismos lugares, ayudándose y emulándose el uno al otro y, sobre todo, que su colaboración condujo a más crímenes en masa de los que pudieran haber implementado cada uno por separado."

Neal Ascherson escribiendo para The Guardian dijo
"En este libro Snyder parece haber reunido tres trabajos. El primero consistió en reunir una enorme masa de nuevos datos –algunos de ellos aportados por el propio Snyder– acerca de las matanzas soviéticas y nazis, ofreciéndonos algo parecido a un recuento final y definitivo (desde la caída del comunismo, los archivos han continuado abriéndose y los testigos –sobre todo polacos, ucranianos y bielorrusos– han seguido rompiendo el silencio). El segundo trabajo de Snyder ha sido delimitar su ámbito de aplicación a un espacio y un asunto. No está escribiendo sobre el destino de los soldados o sobre las víctimas de los bombardeos de la Segunda Guerra Mundial y tampoco se limita al Holocausto judío. Su tema es el asesinato masivo y deliberado de civiles –judíos y no judíos– en una zona particular de Europa y en un periodo de tiempo determinado." 

Algunos historiadores han criticado el libro por su sugerencia de una equivalencia moral entre los asesinatos en masa soviéticos y el Holocausto nazi. El profesor de la Universidad de Cambridge Richard Evans escribió una "crítica mordaz"[23] del libro y comentó que "me parece que está equiparando simplemente el genocidio nazi con los asesinatos masivos llevados a cabo en la Unión Soviética bajo Stalin [...] No hay nada de malo en la comparación. Es la equiparación la que me parece altamente preocupante."[24] Carlos Coutinho sugirió que parte de la respuesta de Evans se debió a la revisión crítica de Snyder, el año anterior, en la New York Review of Books, del libro de Evans El Tercer Reich en guerra (The Third Reich at War).[25] [26] En este sentido Evans se mostró de acuerdo. [26]
Dovid Katz, historiador judío lituano, comentó que "Snyder coquetea con la muy equivocada equivalencia moral entre Hitler y Stalin [...] Ninguno de estos incidentes, aparte del Holocausto, implicó la masacre deliberada de toda una raza. Ocurre algo muy diferente, que está más allá de la política, cuando alguna gente trata de asesinar a todos los bebés de una raza." Otros historiadores profesionales que han mostrado discrepancias con los argumentos y métodos de Snyder son Thomas Kühne, Omer Bartov, Dan Diner, Christian Ingrao y Dariusz Stola.
Destacable es la reacción del historiador estadounidense Grover Furr, quien como respuesta a las notables inexactitudes y manipulaciones de Snyder, publicó un libro titulado "Mentiras sangrientas: La evidencia de que cada acusación contra Iósif Stalin y la Unión Soviética en Tierras de sangre, es falsa".
Tierras de sangre fue designado libro del año 2010 por The Atlantic,[28] The Economist,[29] The Financial Times,[30] The Jewish Daily Forward,[31] The Independent,[32] The New Republic,[33] New Statesman,[34] Reason,[35] The Seattle Times,[36] y The Daily Telegraph.[37]
Premios:
Bloodlands ganó varios premios, entre ellos: el Cundill Prize Recognition of Excellence; el Premio del Libro de Historia de Europa 2013; el Moczarski Prize in History; el premio de literatura de la Academia Americana de las Artes y las Letras; el Leipzig Book Prize para el Conocimiento de Europa; el premio Emerson de la Phi Beta Kappa Society; el Premio Internacional de Historia Gustav Ranis; mención de honor del Premio Internacional del Libro de la Fundación Prakhina, el premio Jean-Charles Velge; el premio Tadeusz Walendowski; la medalla de historia Waclaw Jędrzejewicz; finalista del Premio Duff Cooper; finalista del Premio Wayne S. Vucinich (ASEEES); preseleccionado para el Libro de Investigación del Año, de Austria; preseleccionado para el NDR Kultur Sach Buchpreis 2011; recomendación del jurado del Bristol Festival of Ideas. El libro también fue galardonado con el Premio Hannah Arendt 2013 de pensamiento político.